# ATP-toernooi van Brisbane
Het ATP-toernooi van Brisbane, ofwel Brisbane International, was een jaarlijks terugkerend tennistoernooi voor mannen dat werd georganiseerd in de Australische stad Brisbane. In 2009 vond de eerste editie plaats, nadat Brisbane de licentie had overgenomen van het ATP-toernooi van Adelaide. In 2019 vond de laatste editie plaats. In 2020 sneuvelde het toernooi als gevolg van het instellen van de ATP Cup.
Het toernooi werd georganiseerd door de ATP en viel in de categorie ATP Tour 250. Er werd gespeeld op hardcourtbanen. Er werd zowel in het enkel- als het dubbelspel gespeeld. In 2009 bedroeg het totale prijzengeld US$ 484.750, in 2019 was dit US$ 589.680.
Op dezelfde locatie werkten tegelijkertijd de vrouwen het WTA-toernooi van Brisbane af.

## Finales

### Enkelspel
| 2009      | hardcourt, buiten | Radek Štěpánek      | Fernando Verdasco    | 3-6, 6-3, 6-4 | details       |               |               |               |
| 2010      | hardcourt, buiten | Andy Roddick        | Radek Štěpánek       | 7-6, 7-6      | details       |               |               |               |
| 2011      | hardcourt, buiten | Robin Söderling     | Andy Roddick         | 6–3, 7–5      | details       |               |               |               |
| 2012      | hardcourt, buiten | Andy Murray (1)     | Oleksandr Dolgopolov | 6–1, 6–3      | details       |               |               |               |
| 2013      | hardcourt, buiten | Andy Murray (2)     | Grigor Dimitrov      | 7-6, 6-0      | details       |               |               |               |
| 2014      | hardcourt, buiten | Lleyton Hewitt      | Roger Federer        | 6-1, 4-6, 6-3 | details       |               |               |               |
| 2015      | hardcourt, buiten | Roger Federer       | Milos Raonic         | 6-4, 6-7, 6-4 | details       |               |               |               |
| 2016      | hardcourt, buiten | Milos Raonic        | Roger Federer        | 6-4, 6-4      | details       |               |               |               |
| 2017      | hardcourt, buiten | Grigor Dimitrov (1) | Kei Nishikori        | 6-2, 3-6, 6-4 | details       |               |               |               |
| 2018      | hardcourt, buiten | Nick Kyrgios        | Ryan Harrison        | 6-4, 6-2      | details       |               |               |               |
| 2019      | hardcourt, buiten | Kei Nishikori       | Daniil Medvedev      | 6-4, 3-6, 6-2 | details       |               |               |               |
| 2020–2023 | geen toernooi     | geen toernooi       | geen toernooi        | geen toernooi | geen toernooi | geen toernooi | geen toernooi | geen toernooi |
| 2024      | hardcourt, buiten | Grigor Dimitrov (2) | Holger Rune          | 7-6, 6-4      | details       |               |               |               |
| 2025      | hardcourt, buiten | Jiří Lehečka        | Reilly Opelka        | 4-1, opgave   | details       |               |               |               |

### Dubbelspel
| 2009      | hardcourt, buiten | Marc Gicquel (1) Jo-Wilfried Tsonga   | Fernando Verdasco Mischa Zverev           | 6-4, 6-3            | details       |               |               |               |
| 2010      | hardcourt, buiten | Jérémy Chardy Marc Gicquel (2)        | Lukáš Dlouhý Leander Paes                 | 6-3, 7-6            | details       |               |               |               |
| 2011      | hardcourt, buiten | Lukáš Dlouhý Paul Hanley              | Robert Lindstedt Horia Tecău              | 6-4, opgave         | details       |               |               |               |
| 2012      | hardcourt, buiten | Maks Mirni Daniel Nestor (1)          | Jürgen Melzer Philipp Petzschner          | 6-1, 6-2            | details       |               |               |               |
| 2013      | hardcourt, buiten | Marcelo Melo Tommy Robredo            | Eric Butorac Paul Hanley                  | 4-6, 6-1, [10-5]    | details       |               |               |               |
| 2014      | hardcourt, buiten | Mariusz Fyrstenberg Daniel Nestor (2) | Juan Sebastián Cabal Robert Farah Maksoud | 6-7, 6-4, [10-7]    | details       |               |               |               |
| 2015      | hardcourt, buiten | Jamie Murray John Peers (1)           | Oleksandr Dolgopolov Kei Nishikori        | 6-3, 7-6            | details       |               |               |               |
| 2016      | hardcourt, buiten | Henri Kontinen John Peers (2)         | James Duckworth Chris Guccione            | 7-6, 6-1            | details       |               |               |               |
| 2017      | hardcourt, buiten | Thanasi Kokkinakis Jordan Thompson    | Gilles Müller Sam Querrey                 | 7-6, 6-4            | details       |               |               |               |
| 2018      | hardcourt, buiten | Henri Kontinen (2) John Peers (3)     | Leonardo Mayer Horacio Zeballos           | 3-6, 6-3, [10-2]    | details       |               |               |               |
| 2019      | hardcourt, buiten | Marcus Daniell Wesley Koolhof         | Rajeev Ram Joe Salisbury                  | 6-4, 7-6            | details       |               |               |               |
| 2020–2023 | geen toernooi     | geen toernooi                         | geen toernooi                             | geen toernooi       | geen toernooi | geen toernooi | geen toernooi | geen toernooi |
| 2024      | hardcourt, buiten | Lloyd Glasspool (1) Jean-Julien Rojer | Kevin Krawietz Tim Pütz                   | 7-6, 5-7, [12-10]   | details       |               |               |               |
| 2025      | hardcourt, buiten | Julian Cash Lloyd Glasspool (2)       | Jiří Lehečka Jakub Menšík                 | 6–3, 6–7(2), [10–6] | details       |               |               |               |

## Statistieken

### Meeste enkelspeltitels
| Aantal titels | Speler          | Jaren      |
| ------------- | --------------- | ---------- |
| 2             | Andy Murray     | 2012, 2013 |
| 2             | Grigor Dimitrov | 2017, 2024 |

(Bijgewerkt t/m 2025)

### Meeste enkelspeltitels per land
| Aantal titels | Land                |
| ------------- | ------------------- |
| 2             | Australië           |
| 2             | Bulgarije           |
| 2             | Tsjechië            |
| 2             | Verenigd Koninkrijk |

(Bijgewerkt t/m 2025)

## Uitzendrechten
Het ATP-toernooi van Brisbane was in Nederland en België van 2017 tot en met 2019 exclusief te zien op Eurosport. Eurosport zond het ATP-toernooi van Brisbane uit via de lineaire sportkanalen Eurosport 1 en Eurosport 2 en via de online streamingdienst Eurosport Player.